# Telegraphenhilfstelle

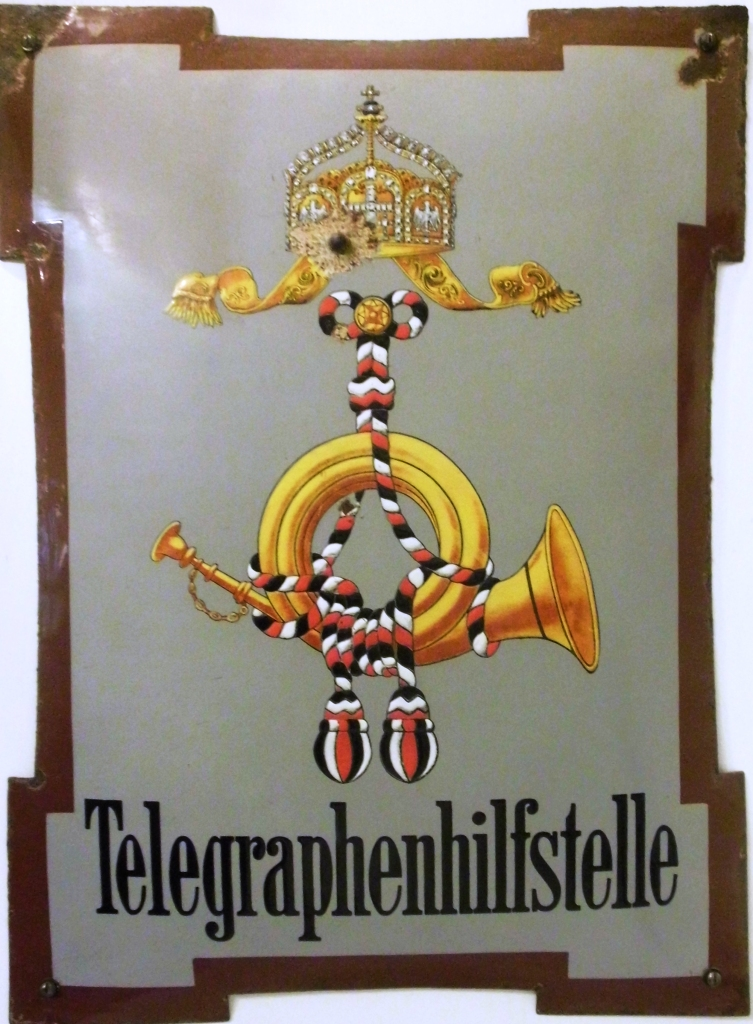
Hinweisschild für ein öffentliches Telefon in einer Poststelle um 1885

Eine Telegraphenhilfstelle war eine kleine Poststelle mit einem Telefon zur öffentlichen Nutzung.
Nach der Erfindung des Fernsprechers, wie das Telefon seinerzeit genannt wurde, wurde es von Generalpostmeister Heinrich von Stephan für die breite Öffentlichkeit zugänglich gemacht. Besonders in kleinen Orten auf dem Land wurden um 1900 schrittweise Telegraphenhilfstellen eingerichtet, die auch von im "öffentlichen Ansehen" stehenden Privatpersonen mit "geeignetem Local" betreut werden konnten.
Die bisher einzige schnelle Kommunikation mit dem Telegraphennetz war für die Nutzer sehr teuer und verursachte außerdem Defizite. Das Telefon hatte diese Nachteile nicht.
Als Telegraphenhilfstellen wurden in den deutschen Kolonien auch Telegraphenanstalten ohne Postbetrieb bezeichnet.